# Bradley (Oklahoma)
Bradley es un pueblo ubicado en el condado de Grady en el estado estadounidense de Oklahoma. En el año 2010 tenía una población de 130 habitantes y una densidad poblacional de 41,75 personas por km².

## Geografía
Bradley se encuentra ubicado en las coordenadas 34°52′34″N 97°42′32″O / 34.87611, -97.70889 (34.876233, -97.708848).

## Demografía
Según la Oficina del Censo en 2000 los ingresos medios por hogar en la localidad eran de $21,429 y los ingresos medios por familia eran $20,938. Los hombres tenían unos ingresos medios de $17,250 frente a los $13,333 para las mujeres. La renta per cápita para la localidad era de $9,165. Alrededor del 26.7% de la población estaban por debajo del umbral de pobreza.